# Arbancón (kommunhuvudort)
Arbancón är en kommunhuvudort i Spanien. Den ligger i provinsen Provincia de Guadalajara och regionen Kastilien-La Mancha, i den centrala delen av landet, 80 km nordost om huvudstaden Madrid. Arbancón ligger 904 meter över havet och antalet invånare är 197.
Terrängen runt Arbancón är kuperad västerut, men österut är den platt.Runt Arbancón är det mycket glesbefolkat, med 7 invånare per kvadratkilometer. Närmaste större samhälle är Cogolludo, 2,9 km sydost om Arbancón. Trakten runt Arbancón består till största delen av jordbruksmark.